# Наращённая пятиугольная призма
Наращённая пятиуго́льная при́зма — один из многогранников Джонсона (J52, по Залгаллеру — П5+М2).
Составлена из 10 граней: 4 правильных треугольников, 4 квадратов и 2 правильных пятиугольников. Каждая пятиугольная грань окружена четырьмя квадратными и треугольной; среди квадратных граней 2 окружены двумя пятиугольными и двумя квадратными, другие 2 — двумя пятиугольными, квадратной и треугольной; среди треугольных граней 2 окружены пятиугольной и двумя треугольными, другие 2 — квадратной и двумя треугольными.
Имеет 19 рёбер одинаковой длины. 8 рёбер располагаются между пятиугольной и квадратной гранями, 2 ребра — между пятиугольной и треугольной, 3 ребра — между двумя квадратными, 2 ребра — между квадратной и треугольной, остальные 4 — между двумя треугольными.
У наращённой пятиугольной призмы 11 вершин. В 6 вершинах сходятся пятиугольная и две квадратных грани; в 4 вершинах — пятиугольная, квадратная и две треугольных; в 1 вершине — четыре треугольных.
Наращённую пятиугольную призму можно получить из двух многогранников — квадратной пирамиды (J1) и правильной пятиугольной призмы, все рёбра у которых одинаковой длины, — приложив их друг к другу квадратными гранями.

## Метрические характеристики
Если наращённая пятиугольная призма имеет ребро длины {\displaystyle a}, её площадь поверхности и объём выражаются как
{\displaystyle S=\left(4+{\sqrt {3}}+{\frac {1}{2}}{\sqrt {25+10{\sqrt {5}}}}\right)a^{2}\approx 9{,}1730056a^{2},}
{\displaystyle V=\left({\frac {\sqrt {2}}{6}}+{\frac {\sqrt {25+10{\sqrt {5}}}}{4}}\right)a^{3}\approx 1{,}9561797a^{3}.}